# Goniothalamus thwaitesii
Goniothalamus thwaitesii là loài thực vật có hoa thuộc họ Na. Loài này được Hook.f. & Thomson mô tả khoa học đầu tiên năm 1855.